# Кутани (керамика)

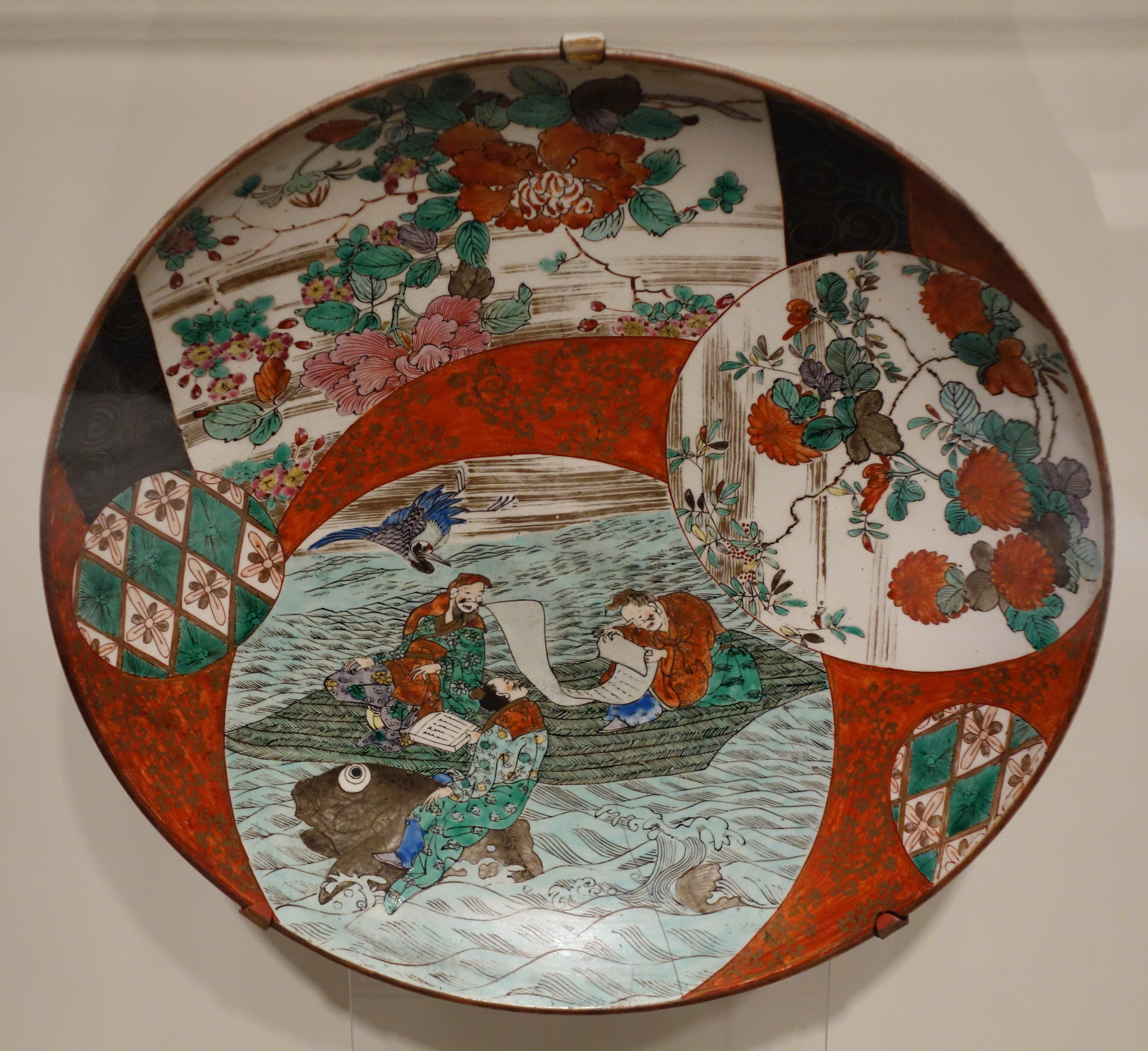
Ли Бо на карпе, работа XIX века

Кутани (яп. 九谷焼) — вид японского фарфора, который изготавливался в городе Кага, современная территория префектуры Исикава. Керамика Кутани также носит название «Старая Кутани», которым принято называть фарфоровые изделия, декорированные надглазурной росписью.

## История

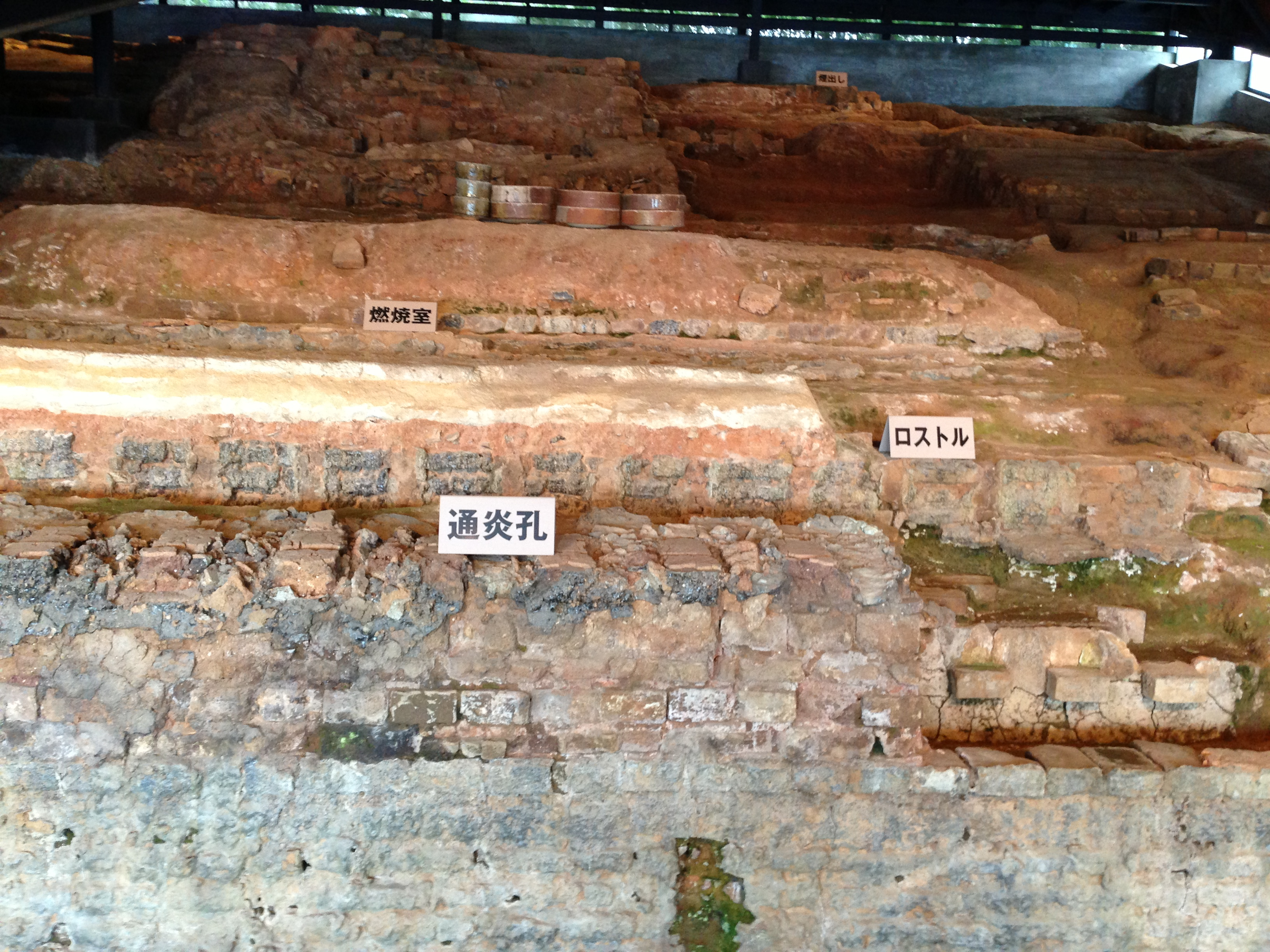
Раскопки печей

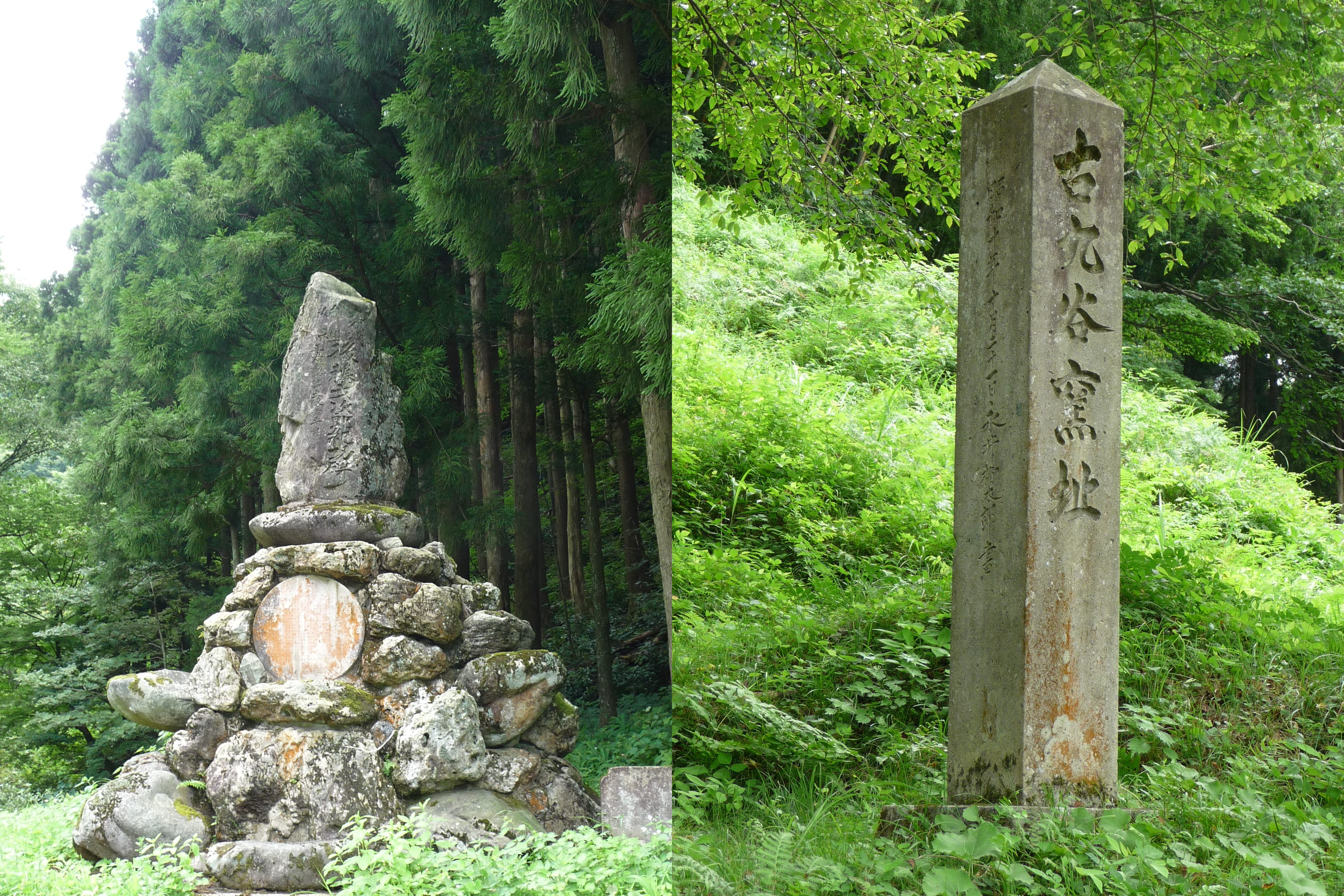
Место печи Кутани (слева), памятник основателю Гото Сайдзиро (справа)

В 1655 году, после обнаружения каолина и кварца в княжестве Дайсёдзи (англ.), даймё Маэда Тосихару (англ.) приказал создать две мастерские для изготовления фарфора с надглазурной росписью для проведения чайных церемоний. В 1661 году, когда готовая продукция не оправдала ожиданий, преемник Тосихару отправил своего вассала Гото Сайдзиро в город Арита, чтобы тот изучил техники производства фарфора, практиковавшихся там. Производилось два типа изделий: фарфор аотэ (яп. 青手), у которого вся поверхность предмета покрывалась краской желтого, или реже, фиолетового оттенка; и многоцветный фарфор ироэ (яп. 色絵) с оттенками зеленого, желтого, голубого, красного и марганцевого цветов. Сама методика цветной росписи посуды в Кутани была значительным образом заимствована у мастеров из Киото, работавших в стиле кё-яки, в свою очередь почерпнувших эти навыки в Китае. Также роспись была вдохновлена школами Кано и Тоса, работами гончаром эпохи Мин и Цин.

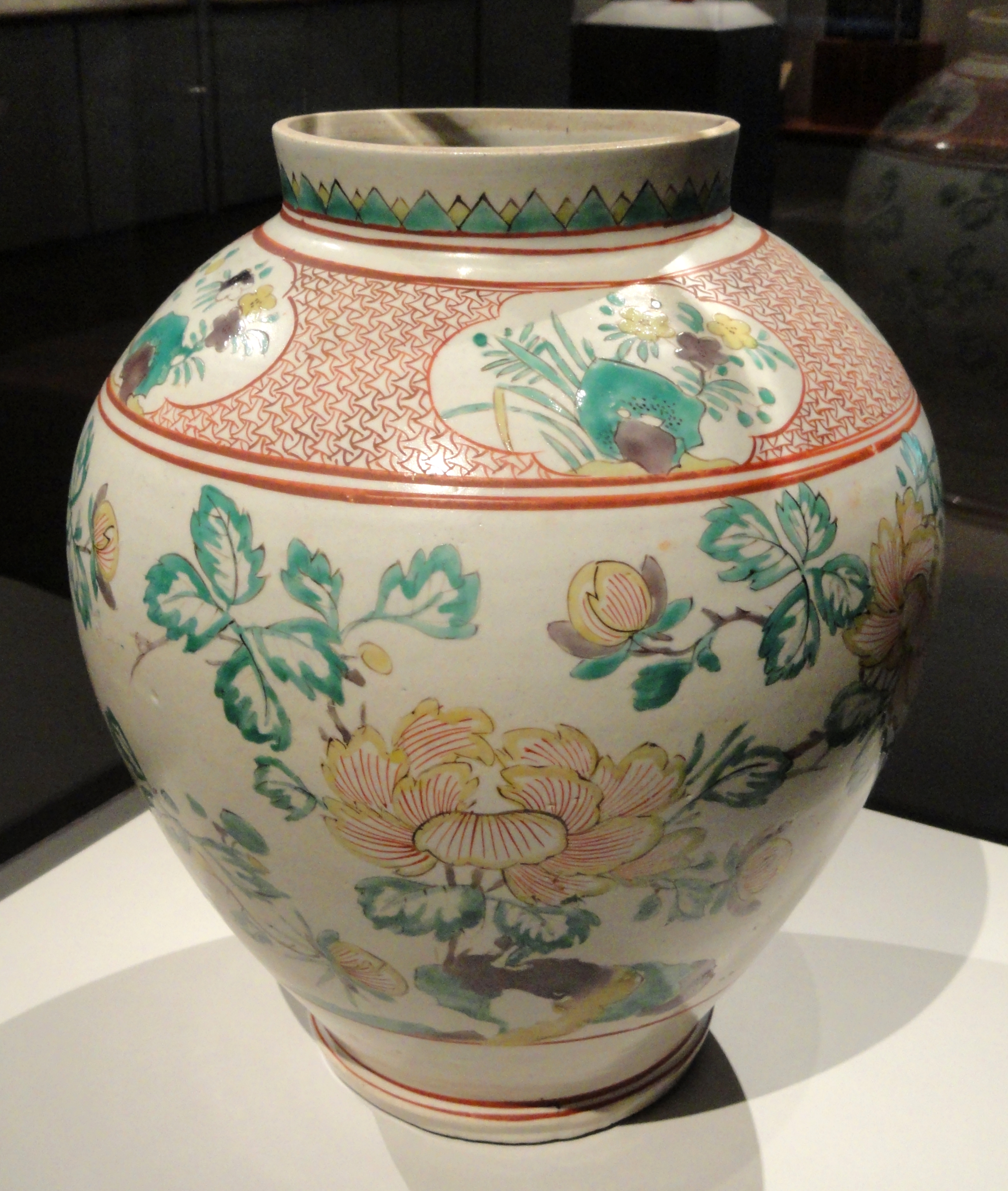
Ваза в стиле Кутани, работа XVII века, хранится в Чикагском институте искусств

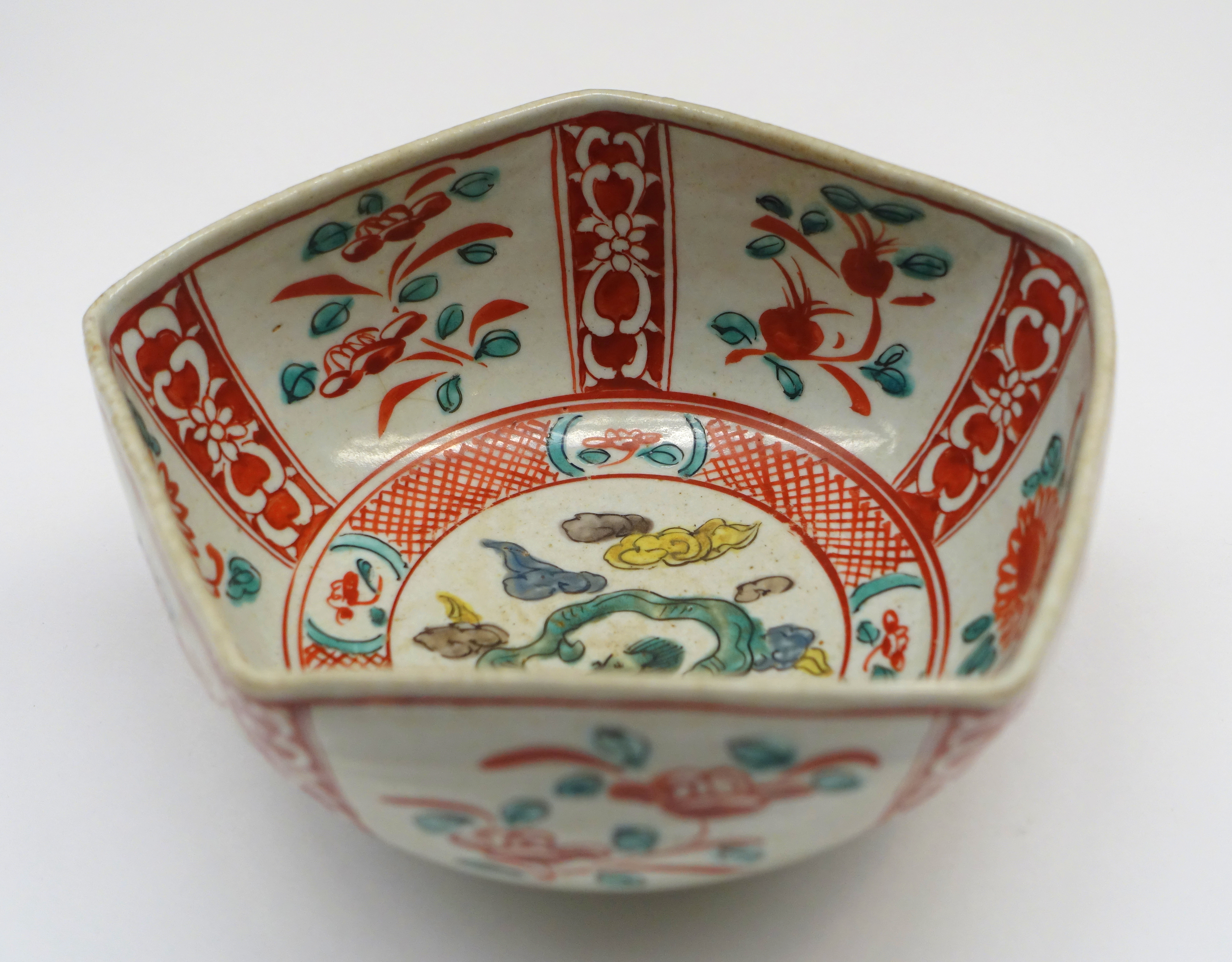
Работа периода Эдо, 1808—1814, хранится в Музее искусств и ремёсел префектуры Исикава (англ.)

В период 1670—1710 годов производство в мастерских остановилось по неизвестным причинам. Археологические данные из окрестностей мастерских дают основания сомневаться в том, фарфор ко-кутани действительно производился в окрестностях Кага, а последние исследования показывают, что ко-кутани на самом деле производили в Арите по указанию семьи Маэда, так как неглазированные черепки из Кутани сильно отличались по стилю от местной керамической продукции. В течение следующего столетия в Кага производили различные изделия высокотемпературной керамики, а также керамику раку, но не фарфор. Только в 1807 году, когда клан Маэда совершил попытку воссоздать ко-кутани, в нескольких мастерских стали производиться фарфоровые изделия, покрытые слоем глазури. Термин сайко-кутани («возрожденная Кутани») был создан специально во второй период производства фарфора.
После реставрации Мэйдзи с приходом индустриализации многие мастерские были преобразованы в небольшие фарфоровые мануфактуры. Непосредственное создание изделий из глины и их роспись все больше и больше разделялись в этих мастерских. Керамика Кутани была представлена на Всемирных выставках в Вене и Париже, после чего произошел бум экспорта, длившийся да 1916 года. В период между двумя мировыми войнами произошел резкий спад в производстве, но во второй половине XX века фарфор Кутани смог сохранить место на рынке фарфора, наряду с изделиями Арита и Имари.
Современный фарфор Кутани варьируется от грубых, похожих по своей плотности на керамогранит или толстый фарфор, предметов, до тончайшего, почти прозрачного. Для покрытия используется матовая глазурь, используются как серые, синие, зеленые, так и традиционно белые цвета. Стандарт производства соответствует критериям, заложенным и развитым в Арите. Даже в наши дни большая часть фарфора Кутани расписывается вручную, а характерной чертой остается роспись не только лицевой части изделия, но и реверса, на поверхности которого продолжается тот же рисунок.

## Стили сайко-кутани
Наиболее ранняя попытка возродить искусство Кутани относится к работам известного гончарного мастера из Киото Аоки Мокубэя, который в 1807 году основал мастерскую Касугаяма недалеко от города Канадзава, но не остался там и уже в 1808 году вернулся в Киото. Оформленные по канону пяти цветов образы в китайском стиле являлись яркой особенностью изделий, созданных Мокубэем. Следующая попытка возродить угасающий стиль керамики относится к имени богатого торговца Ёсидая Дэнэмона. В 1824 году он основал мастерскую Ёсидая в Кага, позднее в Ямасиро. Фарфор мастерской Ёсидая продолжал традицию стиля аотэ, хоть и производство продолжалось всего семь лет. Однако в Ямасиро дело Ёсидая продолжил гончар Иидая Хатироэмон. Для его стиля были характерные четкие, тонкие линии, наносящиеся красным цветом, с вкраплениями золота. За стилем Ёсидая возникает так называемый стиль эираку, восходящий к Эираку Вадзэну, сыну знаменитого гончара из Киото Эйраку Ходзэна. Как и в работах отца, изделия Вадзэна были полностью покрыты красной краской, а на глазурь было нанесен богатый золотой орнамент. Последний стиль сёдза, созданный в 1841 году, объединял в себе элементы всех предыдущий стилей, образуя особо яркий, декоративный стиль.

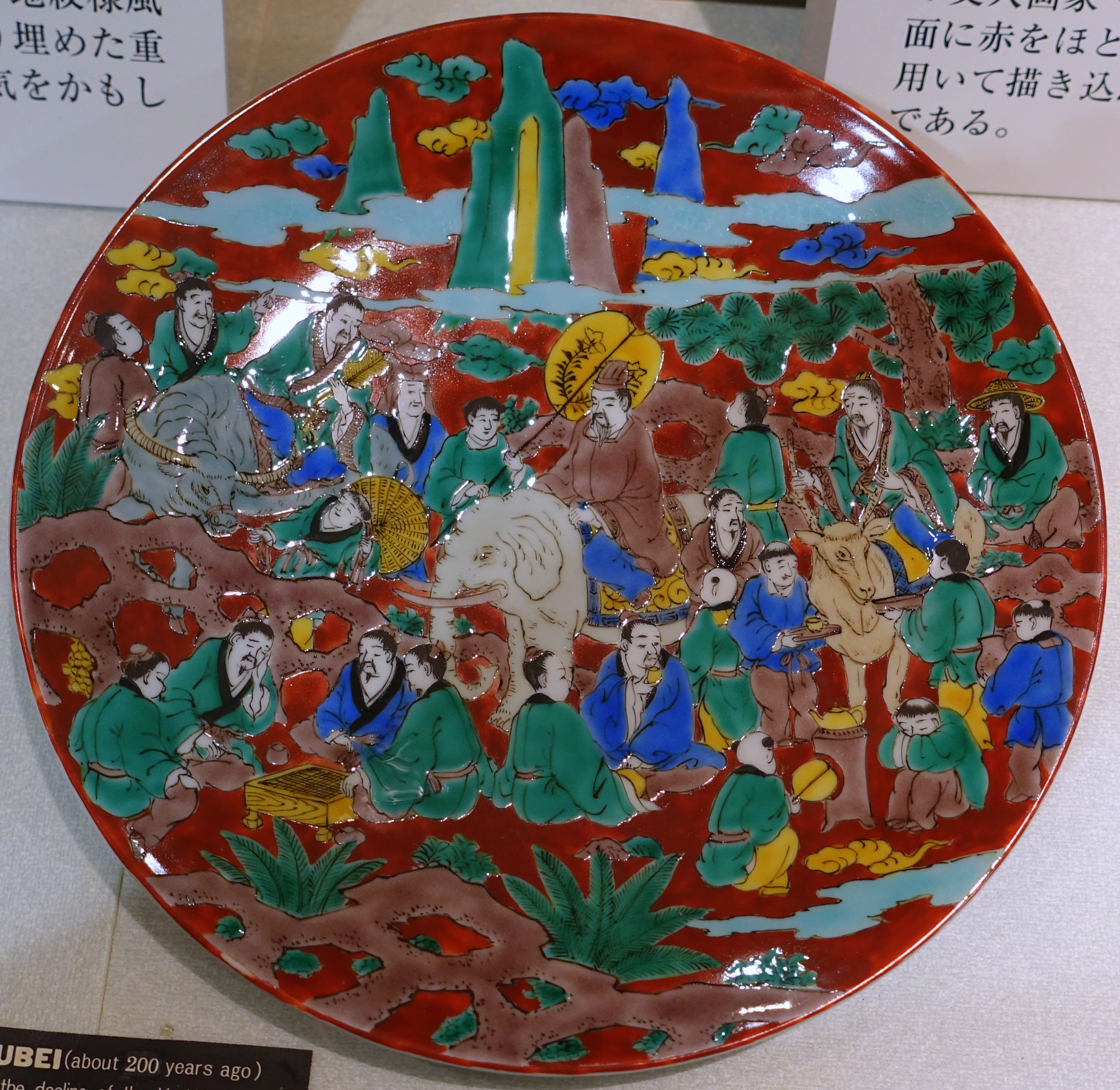
Стиль мокубэй
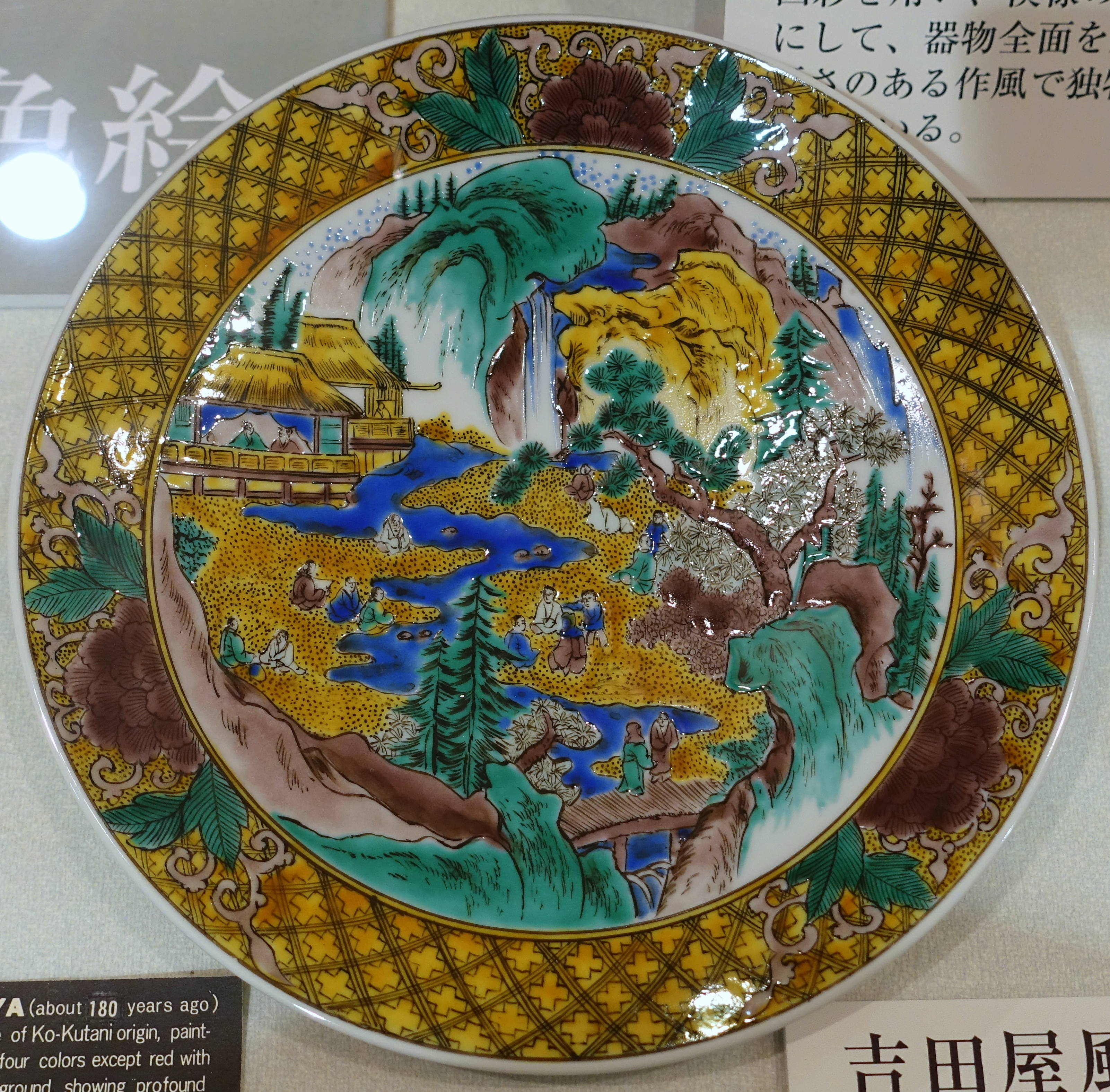
Стиль ёсидая
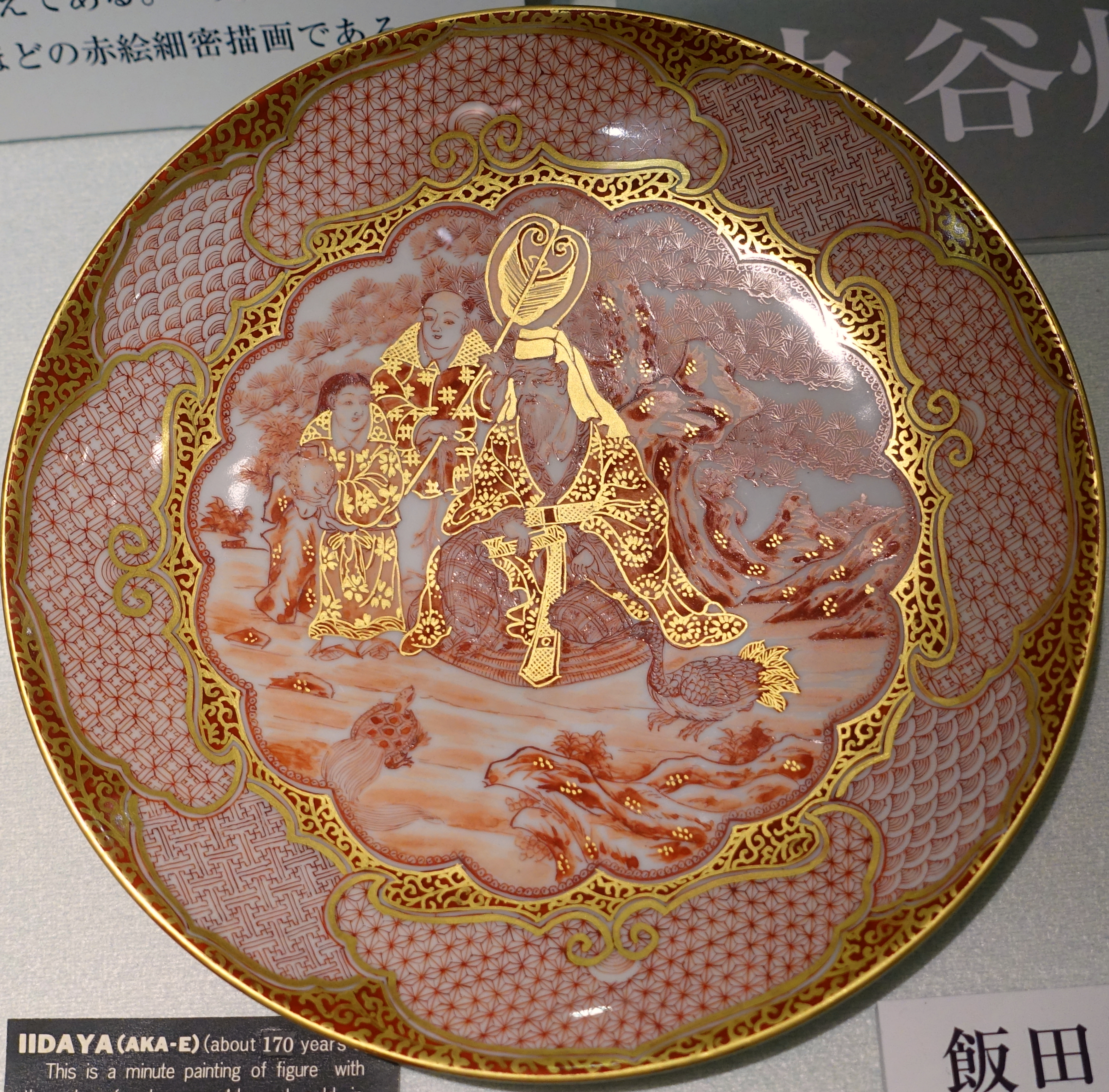
Стиль иидая
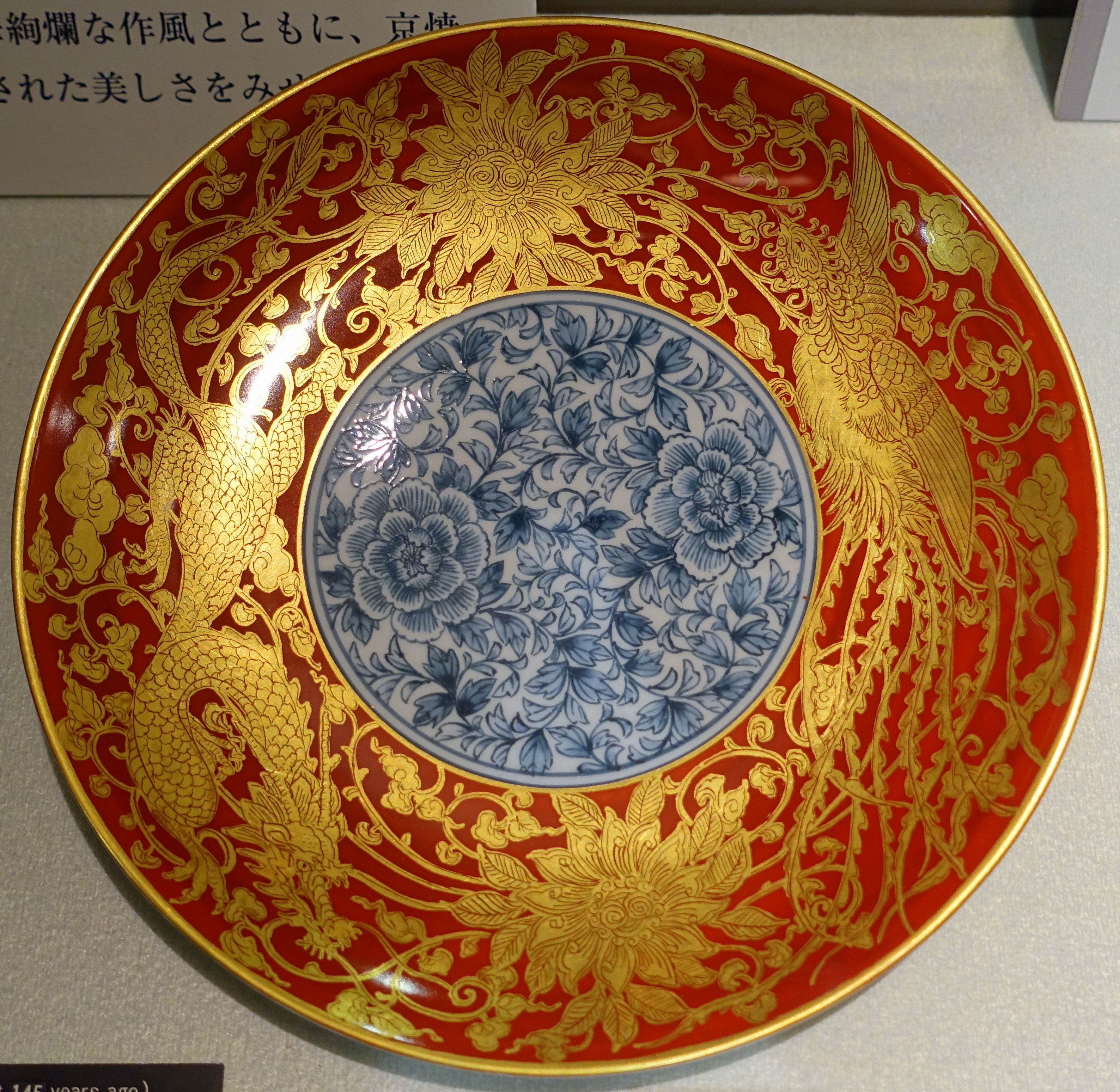
Стиль эираку
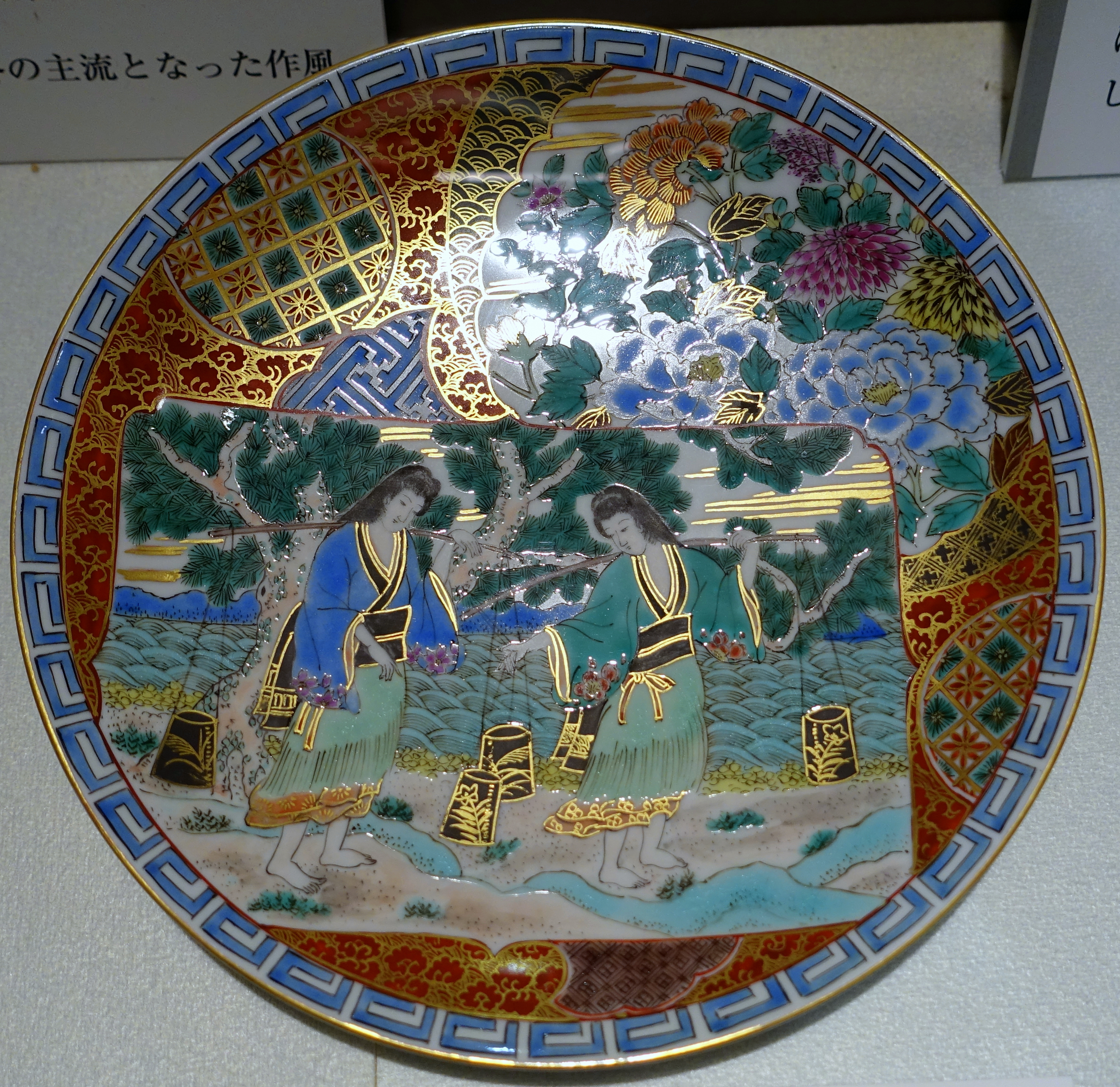
Стиль сёдза

## Известные гончары кутани
Многие гончары, такие как Такаяма Кадзуо (родился в 1947 году) и Акадзи Кэн (родился в 1938 году) сознательно черпают вдохновение из традиции Кутани. В 1997 году Токуда Ясокити III (1933 года рождения) был удостоен титула Живое Национальное Сокровище за свои изделия в цветовой гамме канона аотэ-кутани. В 2001 году Ёсида Минорити (1932 года рождения) был удостоен награды за работу в технике юри-кинсай, в которой используется подглазурное декорирование сусальным золотом.